# Jardin de l'École de culture générale

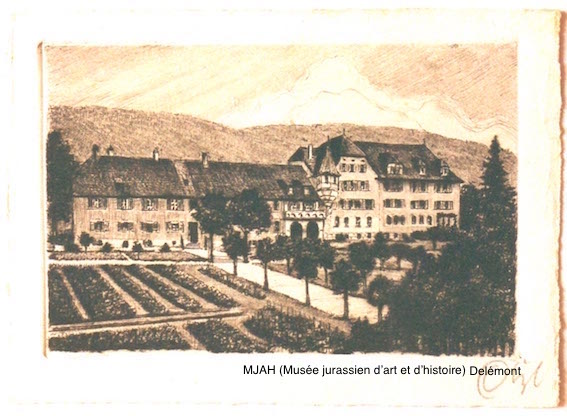
Le jardin d'après une ancienne carte postale.

Le Jardin de l'École de culture générale est le jardin de l'ancien couvent des Capucins, à Delémont, dans le canton du Jura, en Suisse.

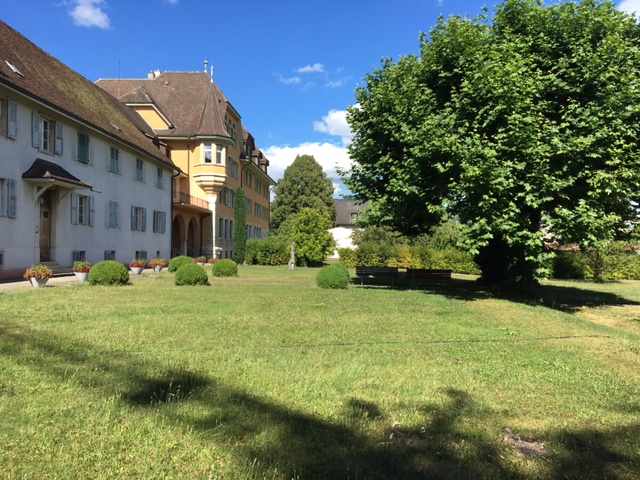
Vue extérieure, 2016

## Historique
Le couvent des franciscains, ou Capucins, a été fondé à Delémont en 1626, construit en 1629-1631, et supprimé en 1793. Bien plus tard, en 1950, il a été refondé dans le quartier de Montcroix. Les anciens bâtiments conventuels deviennent dès 1846 l’École normale des institutrices, puis dès 1914 l'École de filles, avant de devenir l’École de culture générale en 1978. L'édifice a été profondément transformé au début du XXe siècle, et complété côté est d'un grand bâtiment Heimatstil élevé en 1914-1915 par les architectes Frey et Saager      . 
La disposition générale de l'ancien couvent des capucins est connue par un ex-voto réalisé vers 1671 à la chapelle du Vorbourg, à la suite d'un incendie resté localisé, et qui a par conséquent épargné la ville. Ce tableau illustre la vieille ville delémontaine ainsi que les bâtiments emblématiques hors les murs. Le couvent des Capucins y est représenté par un ensemble de bâtiments et de murs d’enceinte. Une chapelle prend place devant la résidence des capucins. Un long mur fait le tour de la parcelle, laissant apparaître un large jardin aménagé à l’intérieur de l’enceinte. Le monastère adopte un plan carré à un étage qui abritait 20 cellules pour les Capucins. 

### Aménagement des lieux depuis 1630
Le site se trouve hors de la vieille ville, à quelques centaines de mètres au nord-ouest, il est entouré d’un grand mur d’enceinte haut de 2 à 3 m, qui empêche tout regard à l’intérieur. Le bâtiment prend place dans la partie nord-ouest de la parcelle, laissant libre la plus grande partie du secteur méridional affectée aux jardins.
Le plus ancien plan des lieux semble dater de 1815. A l'intérieur du mur d’enceinte, la parcelle apparaît divisée en 3 parties. La moitié est devait être plantée d’arbres fruitiers. Le quart sud-ouest semblait être un large espace de culture, tandis que le quart nord-ouest comporte le bâtiment principal, un jardin de curé avec un plan en croix et un espace qui pourrait être un jardin potager. Un petit canal délimite ces trois espaces. Il entre au nord de la parcelle, tourne autour du quart nord-ouest et ressort côté ouest.
Le cadastre de 1826 semble très précis. Il mentionne des cultures dans la partie haute du jardin et un bassin dans celle du bas. Nulle trace d’un tel aménagement n’est plus visible aujourd’hui.

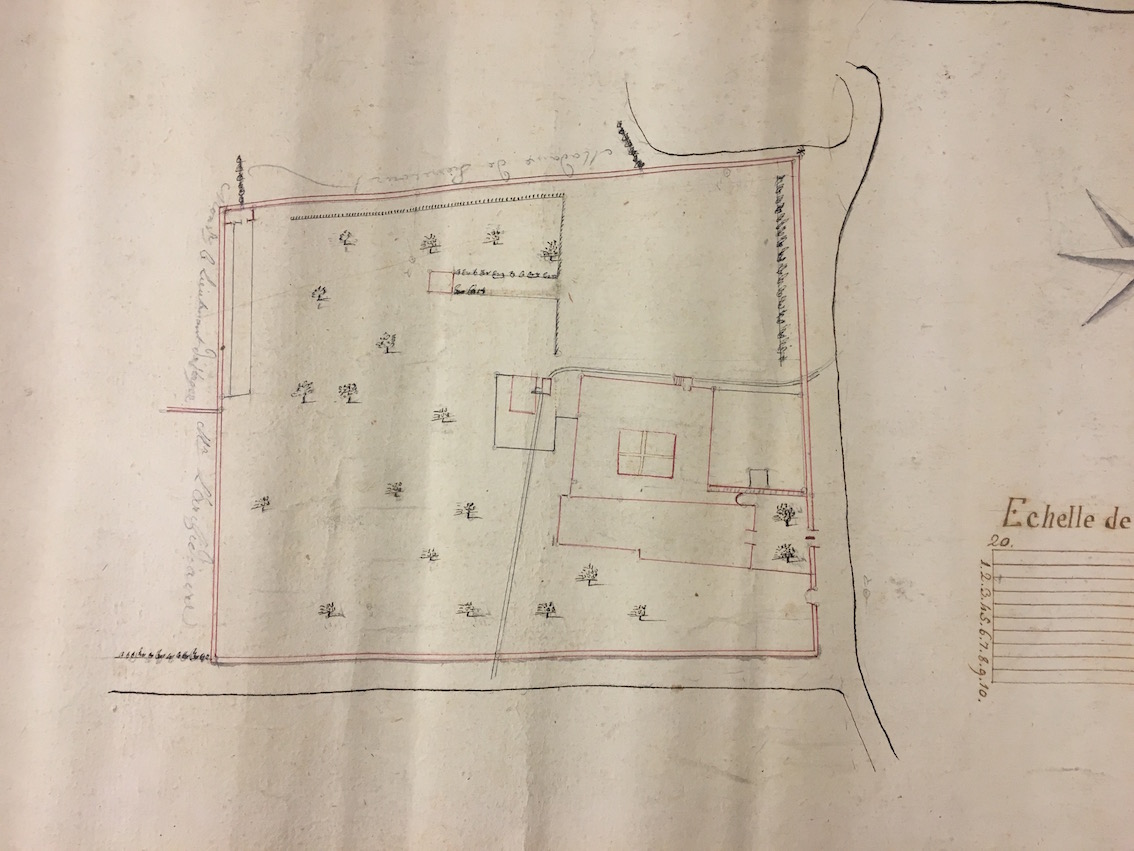
Plan cadastral, sans doute de 1815. Archives communales de Delémont

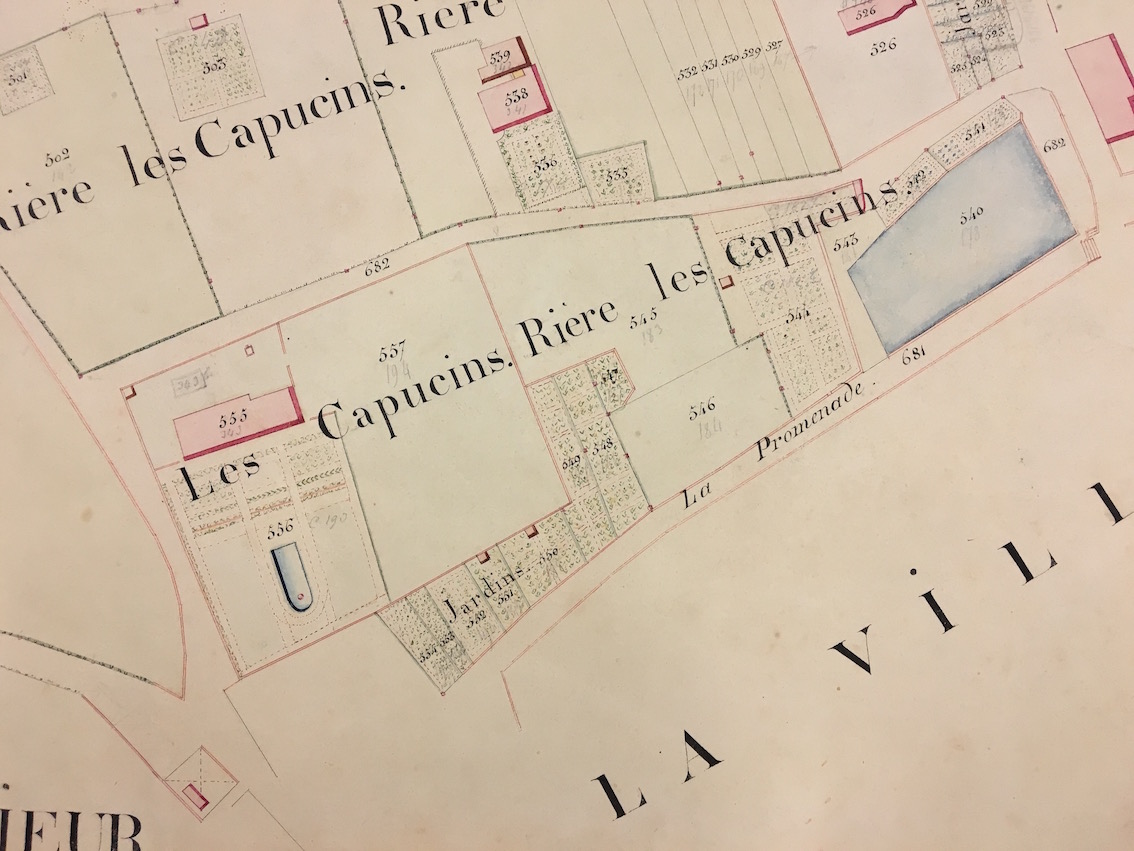
Plan cadastral de 1826. Archives communales de Delémont

Le cadastre de 1867 signale un aménagement différent de la parcelle, plus proche de celui d’aujourd’hui. Il est composé d’un axe principal nord-sud, perpendiculaire au centre de la façade du bâtiment. Il commence au pied des marches de la porte de l'édifice, traverse l’entier du jardin pour se terminer au pied du mur d’enceinte sud, où se trouvait déjà une porte. Un second axe est-ouest s’étend au pied du talus entre les deux plateaux du jardin formant ainsi une croix divisant le parc en quatre carrés. Cette composition est aussi bien visible sur le plan topographique de 1870.

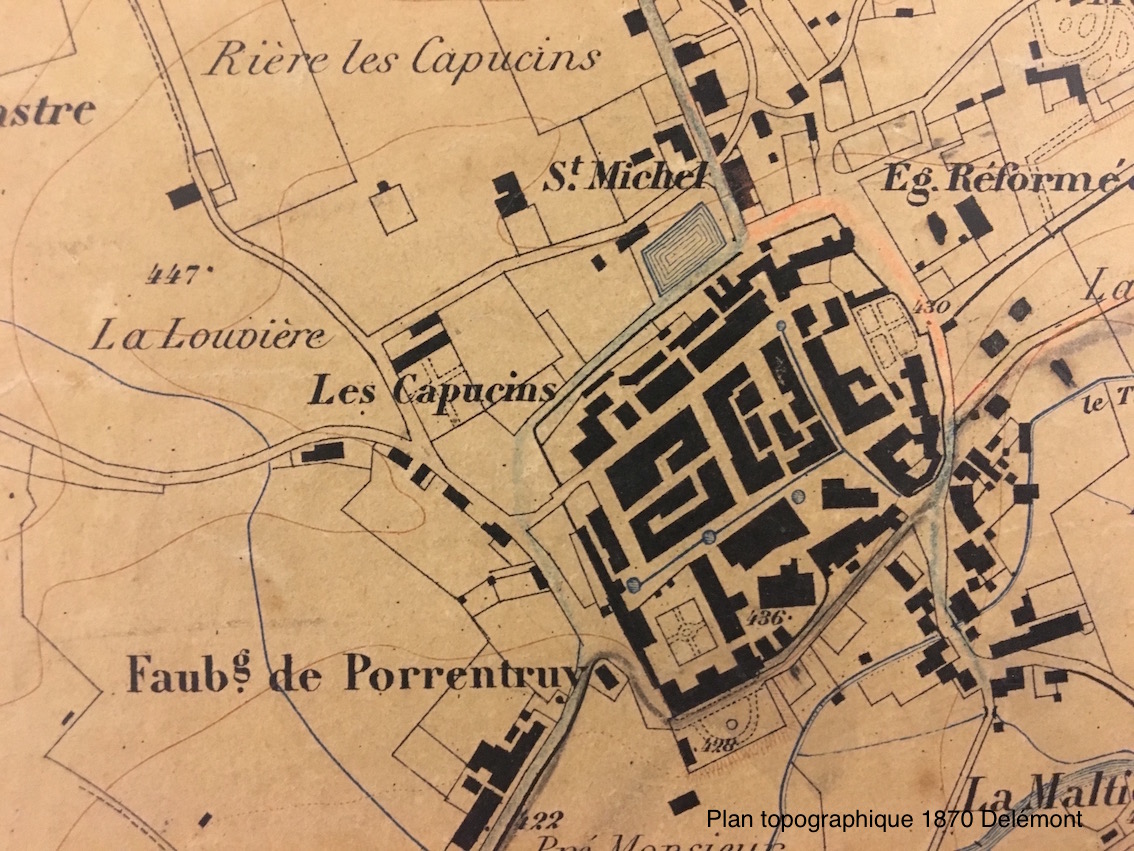
Plan topographique de 1870

La parcelle est alors desservie en eau par un réseau de canaux qui arrivent du nord. Ils alimentent une fontaine devant l’écurie (abreuvoir) et le bâtiment principal. Un canal traverse le jardin et ressort par le mur d’enceinte sud, permettant ainsi l’arrosage des surfaces de culture.
Le cadastre de 1936 reflète pratiquement la situation actuelle. S’il mentionne la présence d’une nouvelle annexe au sud-est du bâtiment principal, il ne donne plus aucun détail relatif à l’aménagement du jardin.

### État actuel
Aujourd’hui, le jardin est structuré par des axes nord-sud qui le traversent, ainsi que par des allées périphériques. L'on perçoit encore l’axe principal du jardin historique, qui commence au centre de la façade du couvent, où une porte a été aménagée et ornée de gargouilles en forme de dragon. Il se termine au sud où une porte dans le mur d'enceinte.
Certains éléments renforcent l'axe principal: notamment les deux platanes qui cadrent la vue sur l’axe et accompagnent les escaliers en pierre calcaire. Plus bas, tout au sud, deux statues sont placées devant la porte.
Cette entrée sud devait être utilisée par les piétons, tandis que la porte principale permettait l'accès des attelages et chevaux montés. Au-delà de la porte, un chemin reliait le couvent à la ville.
Le jardin est composé de deux plateaux principaux. Le premier, au pied du bâtiment, est horizontal et doit avoir été établi légèrement au-dessus du terrain naturel grâce à des déblais provenant peut-être des excavations nécessaires pour créer les caves du bâtiment historique. Il servait assurément de jardin d'agrément. Le second plateau, dans la partie basse, suit l’inclinaison naturelle du terrain et devait être cultivé en potager.

### Éléments remarquables

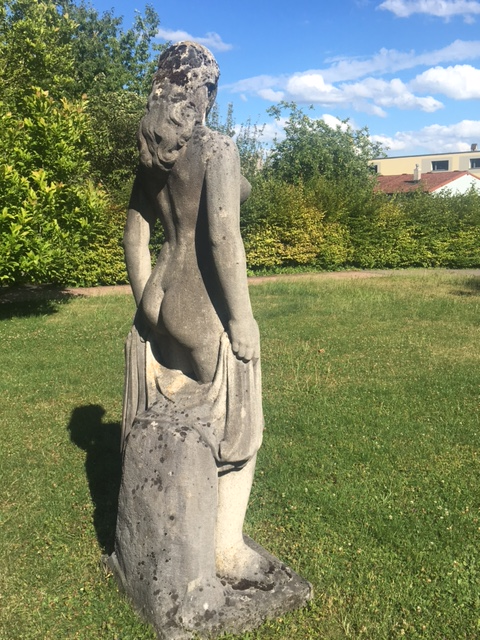
Détail d'une sculpture du parc, 2016

Le parc offre une grande diversité de sous-espaces aux ambiances diverses : patio fermé, terrasse ouverte avec vue, petit amphithéâtre, etc. Un canal alimente le bassin artificiel central, bordé de galets.
- La nouvelle extension du bâtiment (1916).
- Construction d’un nouveau bâtiment dans le «style suisse» par Frey et Saager[10].
- Sculpture dans des blocs calcaires.
- Dans le parc, sculpture de femme par Arnold Huggler (1894-1988, études à Brienz puis Paris jusqu’en 1922, résidence dès 1936 à Zurich).
- Médaillon  sculpté par Henri Duvoisin.
- Médaillon sculpté à l’effigie d'Henri Duvoisin, ancien directeur de l'institution, par le sculpteur jurassien Joseph Constantin Kaiser[11] (1886-1955).
- Transformateur électrique. Cet équipement, bâti vers 1925 dans le coin sud-ouest de la parcelle, à l’extérieur des murs, prend la forme d’une tourelle avec extension latérale.

### Végétation
A l'exception d’un duo de platanes dans le jardin sud et d’un magnifique tilleul planté dans le coin nord-est de la parcelle, il n’y a pas d’arbres remarquables dans le parc. Mais la parcelle voisine, appelée “Maison Etienne”, au Faubourg des Capucins, arbore une large palette de grands arbres anciens, dont de magnifiques hêtres pourpres. Ces arbres majestueux s’invitent par leur taille et leur proximité dans le paysage du jardin.

#### Les arbres
- Deux chênes des marais (Quercus palustris) sont plantés à l’est du médaillon sculpté. Bien que souffrant d’une chlorose (manque de chlorophylle) due à la terre calcaire de la région, ils affichent de superbes couleurs automnales dans les tons rouges écarlates.

- Deux chênes rouges d’Amérique (Quercus rubra) sont plantés à l’ouest de la sculpture. Ils offrent également de magnifiques teintes rouges puis brunes à l’automne.

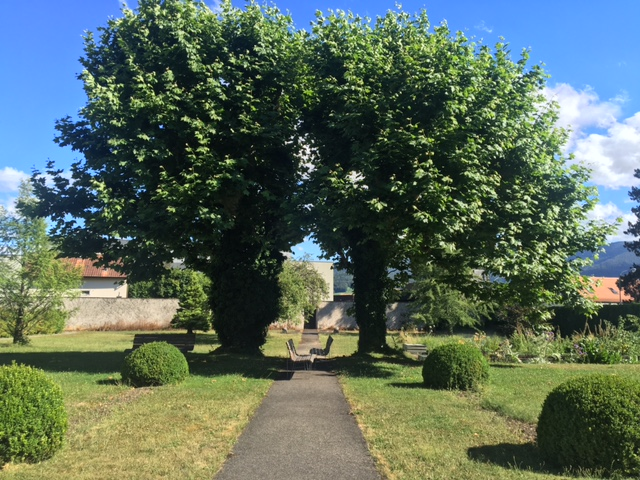
Vue des deux marronniers, 2016

- Le duo de platanes. Élément structurant l’axe principal du jardin d'antan, ils prennent place entre les deux niveaux du jardin et cadrent les vues du cheminement.

- Buis taillés. Des boules de buis visibles ici et là rappellent la géométrie stricte du jardin qu’elles encadraient.

- If commun. Mis en scène autour de la sculpture médaillon, ils encadrent l’espace et créer une chambre dans le jardin.

- Arbre aux quarante écus (Ginkgo biloba. Planté en solitaire dans le sud-ouest de la parcelle, ce jeune exemplaire amène dans le jardin toute la symbolique qu’il véhicule : l’essence la plus vieille du monde, l’arbre qui survécu à Hiroshima, le seul conifère caduc “feuillu” se parant d’un jaune or en automne.

### Livres
- Delémont Ma Ville, André Rais, Editions Générales Genève, 1956.

- Delémont De Rue En Rue De Siècle En Siècle, Jean-Louis Rais, L’oeil & la Mémoire, Société Jurassienne d’Emulation, 2001.

- Delémont 1875 - 1975, Urbanisme et habitat, Philippe Daucourt, Éditions Delibreo, 2002.

### Plaquettes
- Delémont une ville pour demain, exposés de Roland Béguelin, François Kohler, Gabriel Nusbaumer, Dominique Nusbaumer, Jean-Louis Rais, sans éditeur, imprimé à Typo et offset Boéchat S. A., Delémont, sans date (autour de 1980).

- Le Consortium de Montcroix 100 ans, 1895 - 1995, par François Noirjean, édité par le COnsortium de Montcroix, imprimé à Imprimerie Goffinet SA, Delémont, 1997.

### Autres études et écrits
- Gilles Barbey, Delémont, in INSA : Inventaire suisse d’architecture 1850-1920, vol. 4, Berne, Société d’histoire de l’Art en Suisse, 1982, pp. 27-69
- Marcel Berthold, Delémont, In Arts et monuments de la République et canton du Jura, Berne, 1978, 54p.
- Portrait de ville suisses Iconographie urbaine (XVe – XXe siècle) - Delémont